# Mistrzostwa Oceanii w rugby 7 mężczyzn
Mistrzostwa Oceanii w rugby 7 mężczyzn – oficjalny międzynarodowy turniej rugby 7 o zasięgu kontynentalnym, organizowany przez Oceania Rugby regularnie od 2008 roku mający na celu wyłonienie najlepszej męskiej reprezentacji narodowej w tej dyscyplinie sportu w Oceanii. W imprezie mogą brać udział wyłącznie reprezentacje państw, których krajowe związki rugby są oficjalnymi członkami FORU.

## Zwycięzcy
| Edycja | Miejsce         | Zwycięzca       | Źródło          |
| ------ | --------------- | --------------- | --------------- |
| 2008   | Apia            | Samoa           |                 |
| 2009   | Papeete         | Samoa           |                 |
| 2010   | Darwin          | Australia       |                 |
| 2011   | Apia            | Samoa           |                 |
| 2012   | Sydney          | Australia       |                 |
| 2013   | Suva            | Samoa           |                 |
| 2014   | Noosa           | Fidżi           |                 |
| 2015   | Auckland        | Australia       |                 |
| 2016   | Suva            | Fidżi           |                 |
| 2017   | Suva            | Fidżi           |                 |
| 2018   | Suva            | Fidżi           |                 |
| 2019   | Suva            | Australia       |                 |
| 2020   | zawody odwołane | zawody odwołane | zawody odwołane |
| 2021   | Townsville      | Fidżi           |                 |
| 2022   | Pukekohe        | Nowa Zelandia   |                 |
| 2023   | Brisbane        | Nowa Zelandia   |                 |